# Québecs historia
Québecs roll i Kanadas historia avviker från det övriga Kanada. Detta är till stor del beroende på provinsens historia som fransk koloni.

## Förhistoria (-1533)
Huvudartikel: Québecs ursprungsbefolkning

### Paleoindianska epoken (11 000–8 000)
Arkeologiska fynd tyder på att det som idag är Québec befolkades omkring 10 000 f.Kr., det vill säga omkring 2 000 år innan algonkiner och irokeser slog sig ned i södra Québec.

### Woodland-epoken (3 000–500)
Jordbruk förekom så tidigt som på 700-talet men först på 1300-talet var det fullt utvecklat i dalen kring Saint Lawrencefloden där man då odlade majs, pumpa, solros och bönor.

## Tidig fransk utforskning (1524–1607)
Den franska utforskningen av Nordamerika kan sägas ha börjat före 1524. Redan 1508, bara 16 år efter Christofer Columbus första resa över Atlanten, tog Thomas Aubert några indianer med sig tillbaka till Frankrike. Redan i början av 1500-talet seglade alltså franska sjömän i Saint Lawrenceviken vid sidan av basker och spanjorer. I sin loggbok skrev Jacques Cartier att när han först kom i kontakt med ursprungsbefolkningen, förmodligen micmacindianer, kom de till honom i sina båtar för att sälja pälsar. Tillsammans med andra fakta tyder detta på att indianer och européer redan bekantat sig med varandra innan den egentliga franska utforskningen inleddes.

### Verrazzanos resa
Huvudartikel: Giovanni da Verrazzano
1524 bekostade franska affärsmän och den franske kungen en första offentlig expedition. Liksom många andra europeiska länder anlitade man en italiensk sjöfarare, Giovanni da Verrazzano. Han valde att utforska ett område som andra européer fortfarande inte besökt i någon större omfattning och seglade längs med den nordamerikanska Atlantkusten från Florida till Nova Scotia. Hans mål var att hitta en genväg till Asien, den eftertraktade och ännu oupptäckta passagen till Kinesiska havet. Naturligtvis blev han tvungen att återvända tomhänt, men han berättade om de vackra landskapen han beskådat och som han jämförde med det grekiska Arkadien som han måste ha varit bekant med.

### Jacques Cartiers resa
Huvudartikel: Jacques Cartier

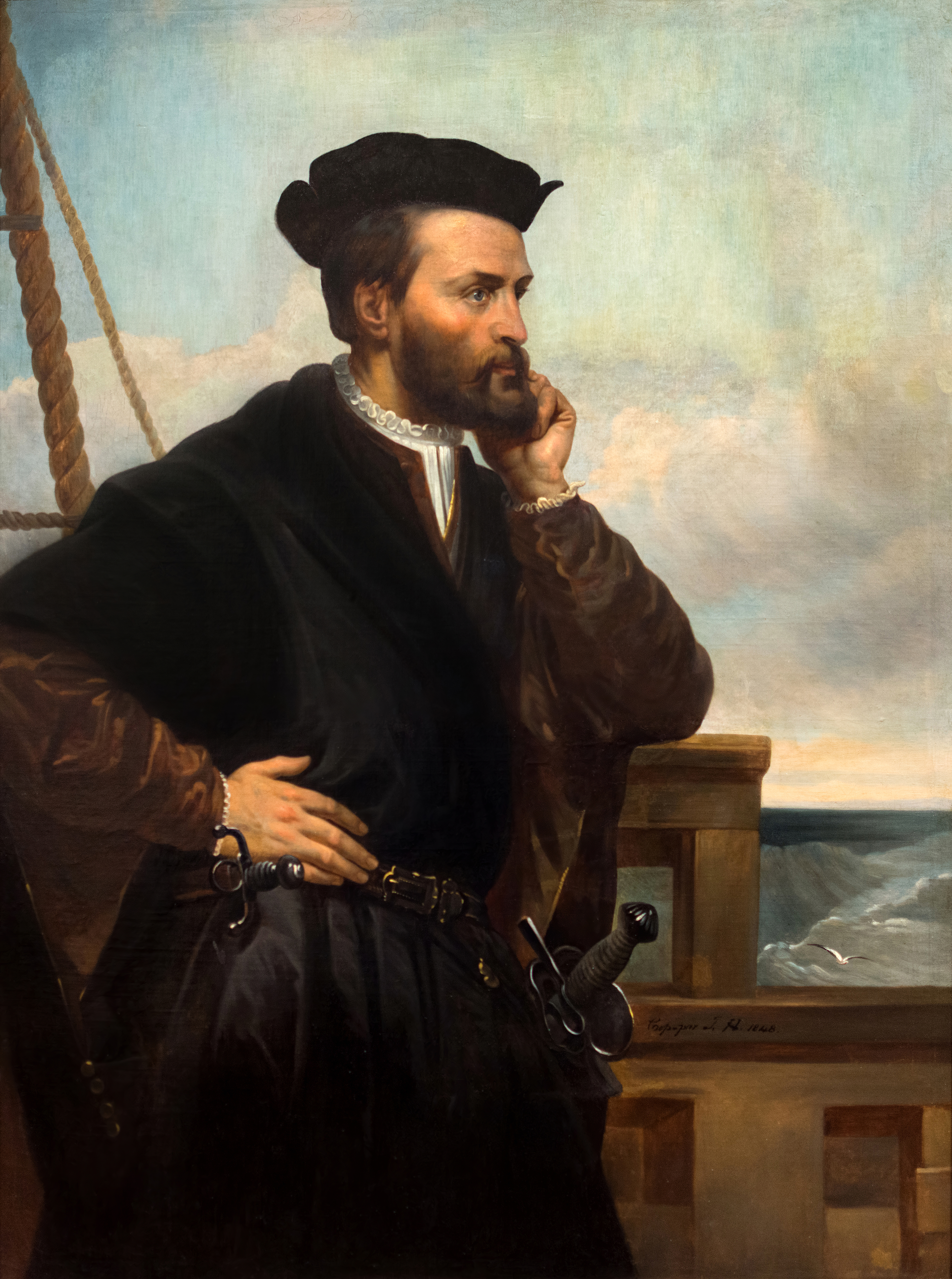
Ett porträtt av Jacques Cartier.

Den 24 juli 1534 reste den franske utforskaren Jacques Cartier ett kors på Gaspéhalvön och gjorde anspråk på området för Frans I:s räkning. Därefter seglade han uppför Saint Lawrencefloden till huronbyn Stadacona (idag Québecs huvudstad Québec).
På sin andra resa fortsatte han uppströms till den irokesiska byn Hochelaga (dagens Montréal).
1541 utsågs Jean-François de la Roque de Roberval till Nya Frankrikes förste löjtnant och fick i uppdrag att upprätta en ny koloni i Amerika. Den första franska bosättningen på amerikansk mark, Charlesbourg Royal, upprättades dock av Cartier.
Cartiers tre resor blev en besvikelse för Frankrike som blev ovilligt att investera ytterligare stora summor i ett projekt med mycket osäker utgång. En period av ointresse från fransk sida följde därför och det skulle ta till slutet av 1500-talet innan man åter började intressera sig för dessa nordliga besittningar.

### Fiske och pälshandel
Även om inga fler franska utforskare sändes ut under denna period, seglade bretonska och baskiska fiskare till området för att fånga torsk och utvinna valolja. Eftersom de uppehöll sig längre perioder i Nordamerika, började de utöva byteshandel med indianerna. Utbytet av metallföremål mot pälsar visade sig med tiden vara en lönsam handel, vilket långsamt gjorde att intresset för området vaknade på nytt. För många fiskare räckte tillfälliga vistelser i området men pälshandeln gjorde en permanent bosättning intressant, varför en vänskaplig relation till indianerna sågs som nödvändig.
Handelsföretag upprättades som försökte befrämja kronans intresse i området. Man krävde att staten skulle ge monopol till ett enda företag som i gengäld skulle bekosta hela koloniseringen av de franska territorierna i Nordamerika. Konflikten med andra handelsmän som ville att handeln i området skulle förbli oreglerad blev en viktig fråga i början av 1600-talet.

## Nya Frankrike (1534–1759)
Huvudartikel: Nya Frankrike
Québec var en del av Nya Frankrike som de franska territorierna i Nordamerika kallades fram till 1763. När de var som störst, före Fördraget i Utrecht 1713 inkluderade franska Nordamerika fem kolonier: Kanada, Akadien, Baie d'Hudson, Terre-Neuve och Louisiane. Koloniernas gränser var fortfarande inte noggrant definierade utan mynnade ut i ännu okänt land.

### Akadien (1604–1759)
Huvudartikel: Akadien
Akadien grundades först som en bosättning 1604 av Pierre Dugua, Sieur de Monts och hans navigatör Samuel de Champlain på Saint Croixön i Saint Croixfloden mellan dagens Maine och New Brunswick. Denna bosättning gick dock under vintern följande år då hälften av bosättarna dog av kylan och bristen på färskvatten. Bosättningen flyttade då tvärs över Fundybukten till Port-Royal i Nova Scotia. Även denna bosättning fick dock överges 1608 och Champlain begav sig då till uppför Saint Lawrencefloden och grundade en ny bosättning vid det som idag är staden Québec, vilket kom att bli början på Nya Frankrike. Trots att bosättare återvände till Akadien och återupprättade bosättningen 1611 och området formellt var en fransk koloni fram till 1713, lämnades det i praktiken helt åt sig själv och bosättarna kallades "neutrala fransmän".

Samuel de Champlains karta över Nya Frankrike från 1612.

### Franska Kanada (1608–1759)
Omkring tre kvartssekler efter Cartiers utforskning av området och Robervals misslyckande att kolonisera det, lade Samuel de Champlain grunden till det som kom att bli den viktigaste och mest framgångsrika franska kolonin i Nordamerika.

#### Grundandet av staden Québec
Québec grundades 1608 av Samuel de Champlain. Det var dock inte det första samhället som grundades: Redan 1604 grundades Tadoussac som fortfarande existerar. Men staden Québec var den första bosättningen som upprättades som en permanent bosättning och inte bara en tillfällig handelsstation. Med tiden blev Québec det franska Kanadas och hela Nya Frankrikes huvudstad.
Staden började som en enda muromgärdad byggnad som kallades Habitation, byggd som skydd mot potentiella indianattacker. Svårigheterna att underhålla staden från Frankrike och bristen på lokalkännedom, gjorde de svårt att överleva och en stor del av befolkningen dog under den första vintern. Jordbruket fortsatte dock att expandera och en ständig ström av nya utvandrare, de flesta män på jakt efter äventyr, gjorde att befolkningen ökade. Mellan 1663 och 1673 emigrerade föräldralösa flickor från Frankrike, kända som filles du roi, till Québec, vilket på ett avgörande sätt dels återställde könsfördelningen vilket stabiliserade populationen men också gjorde att invånarna knöt starkare band till platsen.
En bit uppströms längs med Saint Lawrencefloden grundades följande två städer: Trois-Rivières 1634 och Montréal 1642.

#### Compagnie des Cent-Associés (1627–1662)
Efter ett möte med Samuel de Champlain 1627 beviljade Kardinal Richelieu företaget Compagnie des Cent-Associés (ungefär "De hundra delägarnas kompani") monopol på den snabbt expanderande pälshandeln och gav det också kontrollen över landrättigheterna över hela territoriet i utbyte mot att företaget understödde och expanderade bosättningarna i hela Nya Frankrike (som då innefattade Akadien, Québec, Newfoundland och Louisiana). En särskild paragraf i avtalet förband företaget att sända 4 000 bosättare till Nya Frankrike under en period på 15 år, något som dock företaget ignorerade för att istället helt koncentrera sig på den lukrativa pälshandeln. 1640 hade bara 300 bosättare tagit sig över Atlanten.
De första åren under företagets regim blev förödande för Québec. De första två komvojerna med nya kolonister stoppades av hugenotter, David Kirke och hans bröder. I Québec kunde man bara konstatera att man var helt isolerade och den 19 juli 1629, då man stod helt utan förnödenheter och utan hopp om undsättning, såg sig de Champlain nödgad att överlämna Québec till Kirke utan strid. de Champlain fördes som krigsfånge till England och släpptes 1632. Samma år, efter avtalet i Saint-Germain-en-Laye återlämnade engelsmännen Québec och alla andra franska besittningar till Frankrike. de Champlain återinsattes som guvernör men dog tre år senare.
Sedan företaget hamnat på gränsen till bankrutt miste det sitt monopol 1641 och upplöstes till slut 1662.

#### Conseil souverain (1663–1759)
Med Conseil souverain ("Suveränitetsrådet") omorganiserades Nya Frankrike politiskt och blev en fransk provins. Det innebar slutet på företagsregimen och innebar en nystart för koloniseringen.

#### Brittisk erövring (1756–1760)
Huvudartikel: Sjuårskriget
I mitten av 1600-talet hade det brittiska Nordamerika vuxit och med sina över 1 miljon invånare närmade man sig den självständighet som skulle komma några decennier senare. Samtidigt betraktade man i Frankrike sina kolonier som lite mer än en billig råvarukälla. Även om Nya Frankrike var betydlig större till ytan än Nya England, levde i de franska kolonierna inte mer än 40 000 människor. Då Sjuårskriget inleddes var de franska kolonierna i Nordamerika ett uppenbart första krigsbyte för engelsmännen. 
Det första slaget i kriget utkämpades i norra delen av det som idag är delstaten New York. Där hade emellertid fransmännen byggt fästningar och knutit allianser med de lokala indianstammarna. Dessutom kunde de dra nytta av den kuperade terrängen. Slaget vid Carillion (dagens Fort Ticonderoga) är den berömda nästan enda segern i kriget. Québecs flagga är fortfarande baserad på de franska truppernas flagga i slaget.

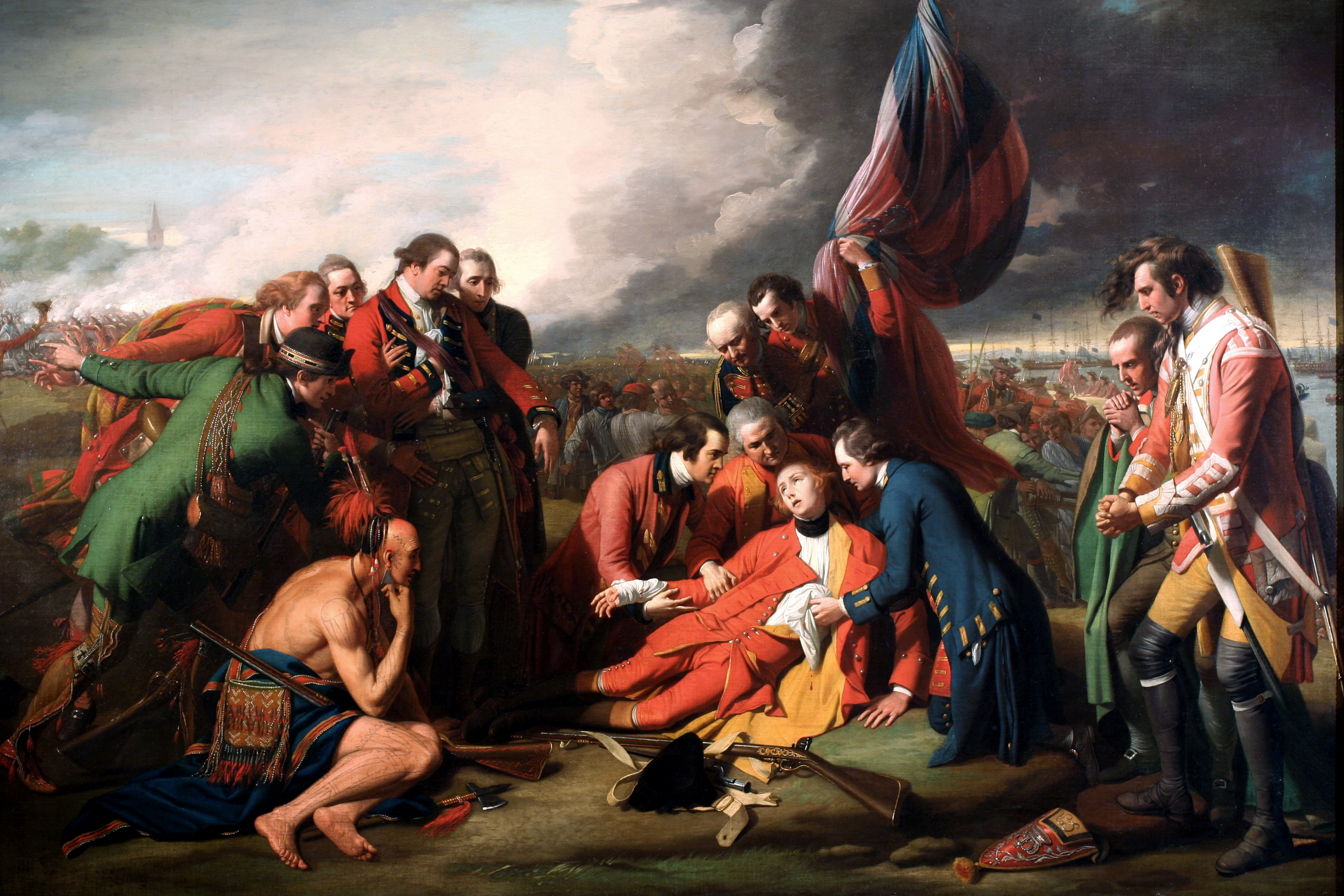
General Wolfes död, målning av Benjamin West.

Nästa engelska offensiv siktade emellertid in sig direkt på Québec. James Wolfe ledde en flotta på 49 fartyg med 8 640 brittiska soldater från fästningen i Louisbourg. De landsteg på Île d'Orléans och på Saint Lawrenceflodens södra strand. De franska styrkorna under Marquis de Montcalm intog sina positioner vid stadens murar och höll den norra stranden. Belägringen av staden pågick i två månader och kanoneld avfyrades fram och tillbaka över floden. Ingendera sidan kunde förvänta sig något understöd under vintern. Den 5 september 1759, efter att ha lyckats lura Montcalm att han skulle anfalla från Baie de Beauport öster om staden, kunde Wolfe leda sina trupper över floden i närheten av Cap-Rouge, väster om staden, och engelsmännen kunde sedan ta sig upp för den branta Cap-Diamant utan att bli upptäckta. Av någon anledning valde Montcalm att inte använda sig av det skydd som stadens murar erbjöd varför det som kom att kallas slaget på Abrahams slätter utkämpades i öppen terräng. Slaget varade bara i 30 minuter men blev mycket blodigt. Det kostade båda generalerna livet och blev till slut en enkel brittisk seger. 
Med den franska huvudstaden i sina händer, isolerade engelsmännen effektivt resten av de franska besittningarna och städerna. Under återstoden av kriget i Nordamerika kunde britterna i lugn och ro ta bit för bit av de franska besittningarna. Det sista slaget utkämpade i Montréal 1760.

## Brittiskt styre (1760–1931)
Sedan den franska ledningen kapitulerat i Montréal 8 september 1760 hamnade Kanada under brittiskt militärstyre och delades upp i tre provinser: Québec under general James Murray, Trois-Rivières under Ralph Burton och Montréal under Thomas Gage – var och en direkt underställd överbefälhavaren general Jeffrey Amherst i New York. Militärregimen tog slut med Fredsfördraget i Paris som undertecknades den 10 februari 1763, genom vilket Frankrike gav upp sina besittningar i Kanada mot att man fick behålla Guadeloupe. James Murray blev den förste guvernören i den nya brittiska provinsen Quebec några månader efter undertecknandet.

### Kunglig kungörelse (1763–1774)
Genom Brittiska kungliga kungörelsen den 7 oktober 1763 slogs det brittiska styret i de nyvunna amerikanska kolonierna fast och de tre provinserna slogs samman till Provinsen Quebec.

### Quebec Act (1774–1791)
Genom att utfärda Quebec Act 1774, som garanterade den katolska franska befolkningen i Kanada religionsfrihet och tillerkände dem fransk civilrätt, försökte man vinna fransk-kanadensarnas lojalitet. Dessutom utvidgades Québecs gränser till att omfatta Illinois Country och Ohio Country, det vill säga ett område från Appalacherna i öst, Ohiofloden i söder, Misippifloden i väst och det område som Hudson's Bay Company ägde i norr (kallat Rupert's Land).

### Constitutional Act (1791–1840)
Genom Constitutional Act 1791 delades Québec på nytt upp i Övre Kanada (dagens Ontario söder om Nipissingsjön samt stränderna mot Georgian Bay och Övre sjön) och Nedre Kanada (de södra delarna av dagens Québec). Övre Kanada hade "Newark" (dagens Niagara-on-the-Lake) som huvudstad innan huvudstaden flyttades till "York", det vill säga dagens Toronto.
Den nya författningen, som främst var avsedd att beveka lojalisternas krav, skapade en unik situation i Nedre Kanada. Den lagstiftande församlingen, den enda valbara i kolonin, befann sig alltid på kollisionskurs med de institutioner som tillsattes av guvernören. I början av 1800-talet, då det nationalistiska, liberala och reformistiska Parti Canadien växte fram, inleddes den politiska kampen mellan den franska majoriteten i Québec och det koloniala styret.

### Patriotisk revolt (1837–1840)
Efter 1791 styrdes Övre och Nedre Kanada av guvernörer som tillsattes direkt av det brittiska parlamentet i London. De lokala församlingarna var bara rådgivande. Politiska partier i provinserna kämpade för verkligt politisk inflytande. I Québec leddes denna strävan av Patriotes med Louis-Joseph Papineau som partiledare. De segrade i valet 1834 men guvernören, Lord John Russell, avvisade deras krav. Många av upprorsmakarna flydde till USA och upprättade gerillagrupper på landsbygden där. Rebeller fick en första oväntad seger vid Saint-Denis-sur-Richelieu, men den brittiska yrkesarmén hade snart krossat upproret. Byn Saint-Eustache brändes ned och rebelledaren flydde till USA. Även i Övre Kanada gjorde man uppror under samma tid.
Sommaren 1838 utkämpades ännu ett slag i Nedre Kanada. Från baser i USA ledde Robert Nelson en andra attack in i Québec i november, men fick se sig besegrad i den 9 december vid Odelltown. Eftersom eftergivenheten efter slaget vid Saint-Eustache inte visat sig ge någon utdelning, valde britterna denna gång att ställa ett antal patrioter inför rätta anklagade för högförräderi – tolv hängdes och 57 deporterades till Australien.
Den kanadensiska helgdagen Victoria Day kallas i Québec för Journée nationale des Patriotes och firas till minne av dessa händelser.
Som en följd av revolten sändes Lord Durham till Kanada. Han publicerade 1839 Report on the Affairs of British North America, som fick avgörande betydelse för Kanadas framtida förvaltning.

### Provinsen Kanada (1841–1866)
Övre och Nedre Kanada förenades 1841 genom Act of Union (1840) och bildade Provinsen Kanada enligt Durhams förslag. Övre Kanada började kallas Canada West och Nedre Kanada Canada East.

### Federal dominion (1867–1930)
Det brittiska parlamentet antog 1867 British North America Act, som slog samman provinsen Kanada, New Brunswick och Nova Scotia till den nya dominionen Kanada. Canada East blev provinsen Quebec. Även i fortsättningen hade Kanada inre självstyre, men Storbritannien kontrollerade utrikeskontakter. Wilfrid Laurier blev 1896 den förste kanadensiske premiärministern från Québec.
1898 utökades Québec med området Abitibi-Témiscamingue och 1912 med de delar av Labradorhalvön som hör till Québec idag.
Under det sena 1800-talet ledde överbefolkning i Saint Lawrencedalen många Québecbor att flytta till Saguenay–Lac-Saint-Jean, Laurentides och New England.
Motståndet mot allmän värnplikt som leddes av Henri Bourassa ledde till Värnpliktskrisen 1917.
Privy Councils juridiska kommitté avgjorde 1927 en gränsdragningskonflikt om Labrador till Newfoundlands fördel.

## Det självständiga Kanada (1931–)
Westminsterstatuten 1931 innebar att Kanada övertog nästan all lagstiftningsmakt från Storbritannien, med undantag för grundlagar.
Mellan 1942 och 1944 inträffade en ny värnpliktskris.
Perioden mellan 1945 och 1959 kallas i Québecs historia för La Grande Noirceur, "Det stora mörkret", och var en epok med nära relationer mellan kyrkan och provinsen. Den dominerades av provinspremiärministern Maurice Duplessis. 1948 publicerade Les Automatistes le Refus Global, ett försök att skapa en ny vision för Québec. Den bittra Asbestosstrejken 1949 ledde till större uppmärksamhet för arbetarrörelsens frågor.

### Den tysta revolutionen (1960–1969)
Den tysta revolutionen (la Révolution tranquille) inleddes 1960, och var en samhällelig och politisk transformationsprocess för provinsen. Under den tysta revolutionen förändrades Québec från en katolsk till en sekulär provins. En välfärdsstat och en specifikt quebekisk nationell identitet växte fram.
Montréals borgmästare Jean Drapeau startade 1962 byggandet av Montréals tunnelbana, som stod klar 1966. Drapeau såg också till att Expo 67 och Olympiska sommarspelen 1976 hölls i Montréal.
Under 1960-talet växte en rörelse för Québecs självständighet fram. Den väpnade gruppen Front de libération du Québec (FLQ, "Québecs befrielsefront") sprängde sina första bomber 1963 i Montréal. 1964 skrevs Québecs första internationella avtal under i Paris. Samma år ingrep polisen våldsamt mot en separatistdemonstration under ett officiellt besök av drottningen av Kanada.
Royal Commission on Bilingualism and Biculturalism rekommenderade 1965 att franska skulle bli ett officiellt språk i Kanadas, Ontarios och New Brunswicks parlament, i federala domstolar och i den federala administrationen.
1967 lämnade René Lévesque Parti libéral du Québec och grundade Mouvement Souveraineté-Association, som senare blev det självständighetsförespråkande partiet Parti Québécois. Samma år besökte Frankrikes president Charles de Gaulle Québec under ett officiellt besök i Kanada. I slutet av ett tal som han höll från balkongen på Montréals stadshus deklarerade han "Vive le Québec libre !" (Länge leve det fria Québec!). De många åhörarna hurrade och applåderade, men den kanadensiska regeringen reagerade starkt: de Gaulle fick ställa in sitt besök i Ottawa och återvända direkt till Paris.

### Självständighetssträvanden och dagens Québec (1970–)
1970 inleddes Oktoberkrisen genom att Front de Libération du Québec kidnappade den brittiske handelskommissionären James Cross och Québecs arbetsmarknadsminister Pierre Laporte. Pierre Laporte hittades senare mördad. Premiärminister Pierre Trudeau tillämpade War Measures Act, som tillät myndigheterna att kvarhålla terroristmisstänkta tillfälligt utan att delges misstanke om brott. Debatten om användandet av War Measures Act har fortsatt, och kan ha varit en faktor bakom Réné Lévesques valseger 1976.
20 maj 1980 hölls den första folkomröstningen om Québecs självständighet. Nästan 60 % röstade nej. Två år senare avskaffade Canada Act 1982 nästan alla konstitutionella band mellan Storbritannien och Kanada. Lagen stiftades av det brittiska parlamentet och ratificerades av den federala kanadensiska regeringen och alla Kanadas provinser utom Québec.
Okakrisen inträffade 1990, och var en konflikt mellan provinsmyndigheterna och indianreservaten Kanesatake och Kahnawake. Upprinnelsen till konflikten var byggandet av en golfbana i ett heligt område och en begravningsplats i Oka. Konflikten ledde till en polis död och försök att förbättra relationerna till ursprungsbefolkningen.
Efter att två försök (Charlottetownavtalet och Meech Lake-avtalet) att få Québec att skriva på den kanadensiska författningen misslyckats hölls en ny folkomröstning om självständighet 30 oktober 1995. Nejsidan vann igen, men med endast 50,58 % mot 49,42 %.
2012 bröt omfattande studentprotester ut. Protesterna riktade sig mot ett förslag av delstatsregeringen, ledd av den liberale premiärministern Jean Charest, att höja studieavgiften vid universiteten.